# Armatura a specchio

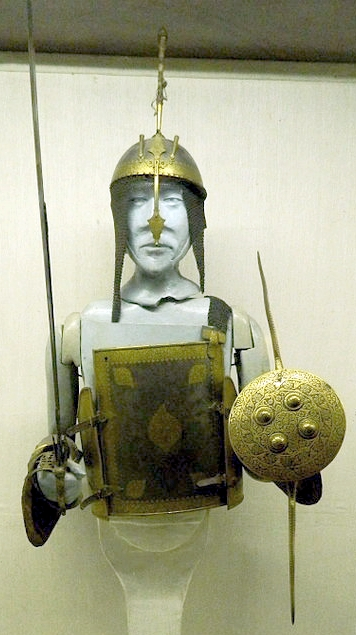
Classico char-aina (o chahar-aina/chahar-ai-ne, lett. "I quattro specchi", persiano چهاﺮآﻳنه) indiano con elmo kulah khud e scudo madu - Museo Mumtaz Mahal.

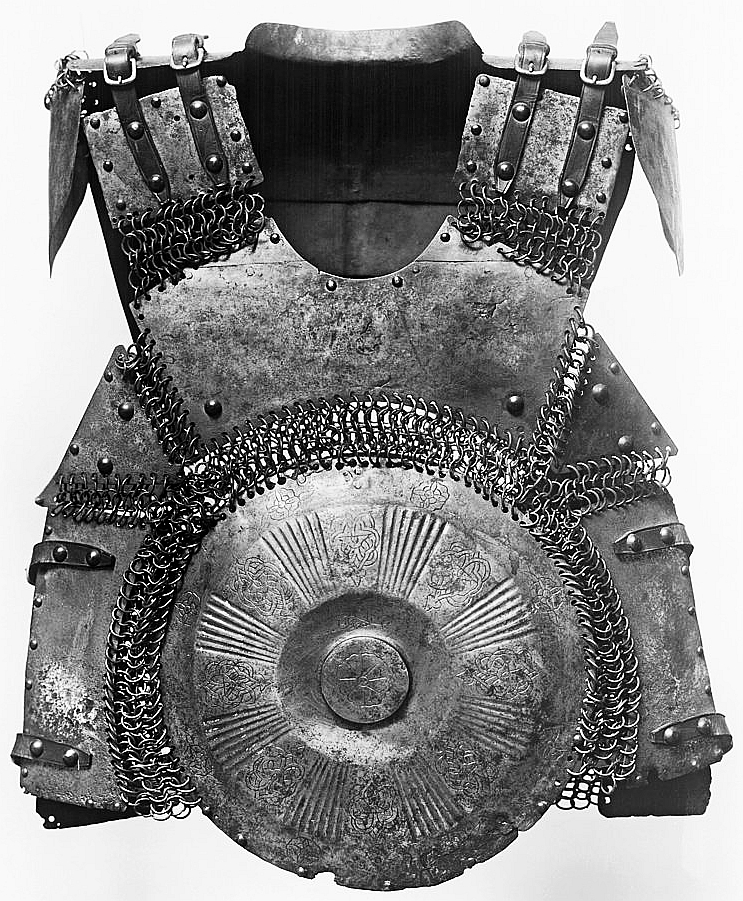
Armatura a specchio ottomana dell'inizio del XVI secolo (krug): corazza in grandi piastre d'acciaio rotonde nella parte anteriore e posteriore collegate da cotta di maglia.

L'Armatura a specchio (in russo зерцало?, zercalo, che significa "specchio"; 护心镜S, hùxīnjìngP significa "specchio proteggi-cuore"), a volte indicato come armatura a disco o come chahār-āyneh o char-aina (in persiano چهاﺮآﻳنه‎  che significa "quattro specchi"; da cui il in kazako шар-айна?, şar-ayna), era un tipo di corazza utilizzato principalmente in Asia, Medio Oriente e Europa orientale: India, Persia, Tibet, Russia e Impero ottomano. Si traduce letteralmente in "quattro specchi" che è un riflesso dell'aspetto di questi pezzi, che assomiglia a quattro (a volte più) dischi di metallo o piastre di armatura rettangolari. L'armatura a specchio è stata utilizzata in alcune culture fino al XX secolo.

## Descrizione e storia
L'armatura a specchio è un tipo di armatura a piastre parziali, sviluppata da specchi rotondi di metallo (una specie di rondella) portati sopra altre tipologie di armatura (di solito una cotta di maglia). Gli specchi di metallo in questa armatura erano considerati protezione non solo contro il "metallo nemico" ma anche contro l'influenza soprannaturale: si credeva che gli specchi potessero riflettere il malocchio, quindi erano lucidati e indossati su altre armature.

### Origini
Le prime armature a specchio consistevano in uno specchio rotondo attaccato al corpo con alcuni lacci di cuoio (simili alle Phaelerae romane). In Europa, erano conosciuti come Kardiophylax (greco) o Apezak (armeno) e furono popolari in varie civiltà dell'età del bronzo tanto quanto tra tribù nomadi dell'Asia centrale come Saka, Yuezhi, Sasanidi, ecc.
Furono poi utilizzate da Celtiberi, Romani, in Medio Oriente, Asia centrale, India, Russia, Siberia (dove era ancora indossata dai nativi siberiani prima della conquista russa), Mongolia, Indocina, Cina e Tibet.

### Sviluppi
L'armatura a specchio tarda era composta da corazza, elmo, schinieri, e bracciali indossati sopra la cotta di maglia. C'erano due costruzioni alternative di corazza a specchio:
- con dischi - due grandi specchi rotondi circondati da piastre specchianti più piccole, come il Klivanion bizantino; o
- senza dischi - tipicamente con quattro piastre a specchio (piastra frontale, piastra posteriore e due piastre laterali unite da cerniere o lacci.

Quest'armatura spopolò in epoca medievale in Medioriente, Asia centrale, India e Russia. La corazza a specchio con dischi era popolare in Turchia e Russia, mentre quella senza dischi era popolare in Iran, Asia centrale e India (ove era diffusa una brigantina con alcune lastre a specchio rivettate su di essa).
Secondo Bobrov, corazze a disco indossate dai guerrieri mongoli come rinforzo dell'armatura sono mostrati nelle miniature persiane del XIII secolo. Ciò è verificato da reperti archeologici in Asia centrale e in Estremo Oriente. Questo tipo di corazza prevalse in Asia centrale tra XV e XVII secolo e veniva portata sopra brigantine, armature lamellare, cotta di maglia, ecc. Nel XVI secolo, in Persia, le lastre degli specchi divennero molto più grandi e cambiarono la loro forma in rettangolare per migliorare la protezione del corpo. Questa armatura a specchio migliorata si diffuse gradualmente durante il XVI-XVII secolo in Asia centrale e India settentrionale. Ulteriori miglioramenti furono apportati nel 1640 quando le piastre a specchio si evolvettero in corazza a specchio che a volte aveva piastre a specchio aggiuntive usate come spallacci per proteggere i lacci delle spalle. Oltre a piastre specchiate separate allacciate come rinforzo ad altre armature, c'erano piccoli specchietti cuciti o rivettati alle brigantine. Le brigandine con tali rinforzi integrali erano molto popolari alla fine del XV secolo ma il loro uso decadde alla fine del XVII secolo. Il primo esemplare "definitivo" di chahār-āyneh data al 1702.
L'armatura a specchio ottomana dal XV al XVI secolo è comunemente chiamata Krug, mentre il nome per lo stesso tipo di armatura in Russia è зерцало (Zertsalo), e il termine tecnico moderno è зерцальный доспех (zertsal'niy dospekh), dal russo зерцальный (zertsal'niy, "specchio") e in russo доспех?(dospekh, "armatura").

### Lascito
Molti giubbotti antiproiettile moderni ricordano il chahār-āyneh: un'armatura morbida anti-frammentazione di base (analoga della cotta di maglia) che copre una vasta area e due, quattro o più piastre antiproiettile (gli "specchi") indossate sopra di essa, combinando risparmio di peso e libertà di movimento con un alto livello di protezione delle aree vitali.

## Galleria d'immagini

Armature a specchio
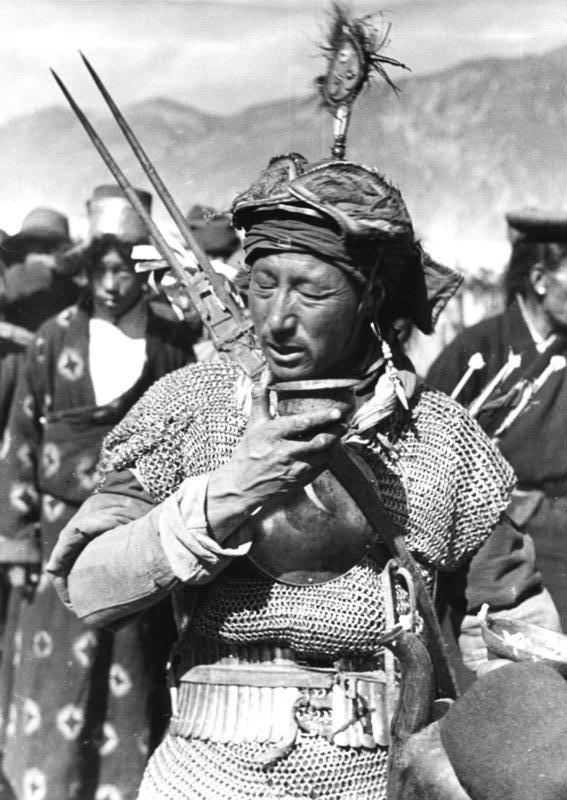
Armatura tibetana a specchio portata sopra la cotta di maglia - fotografia del 1938 circa.
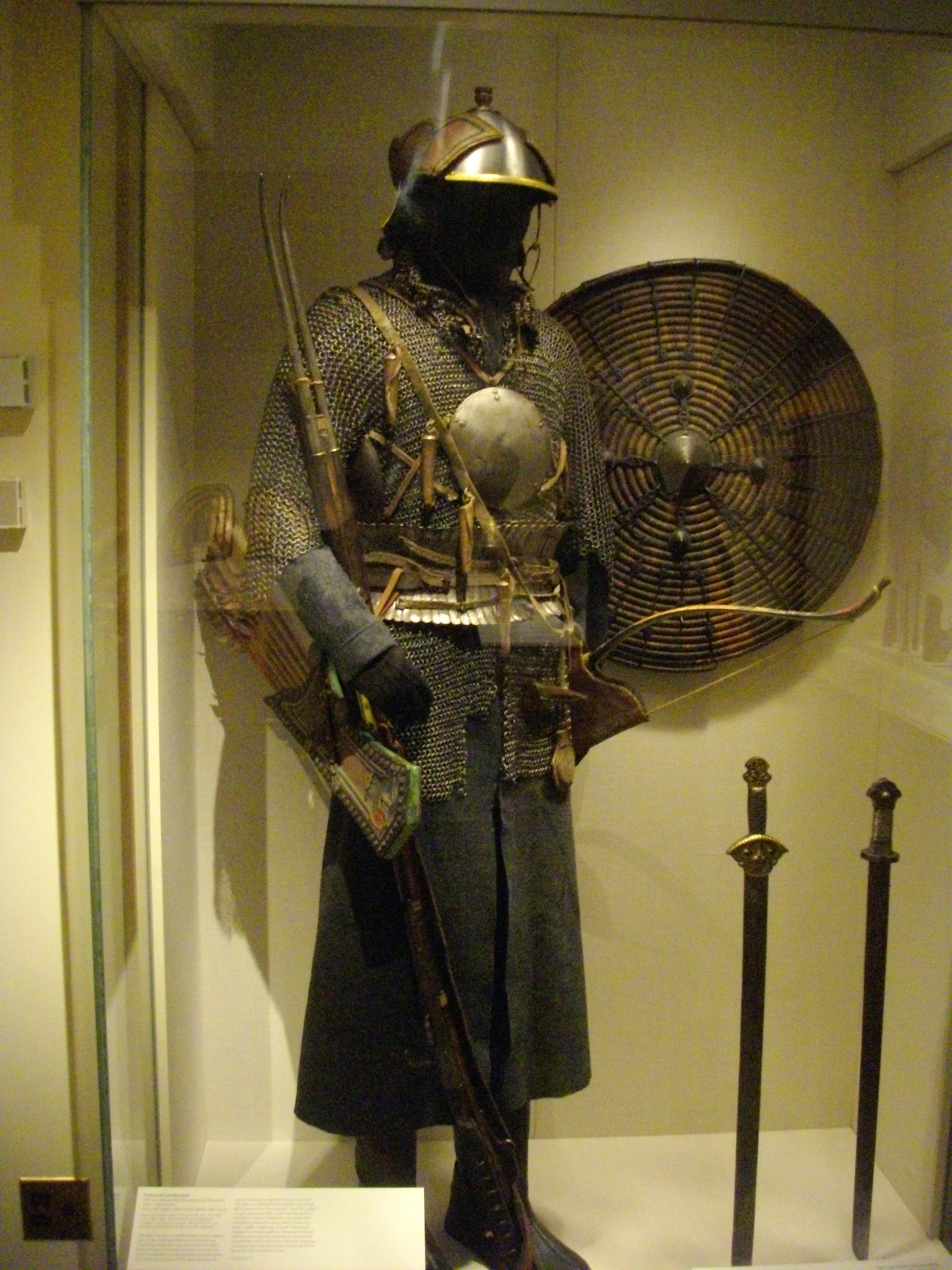
Armatura tibetana a specchio portata sopra la cotta di maglia.
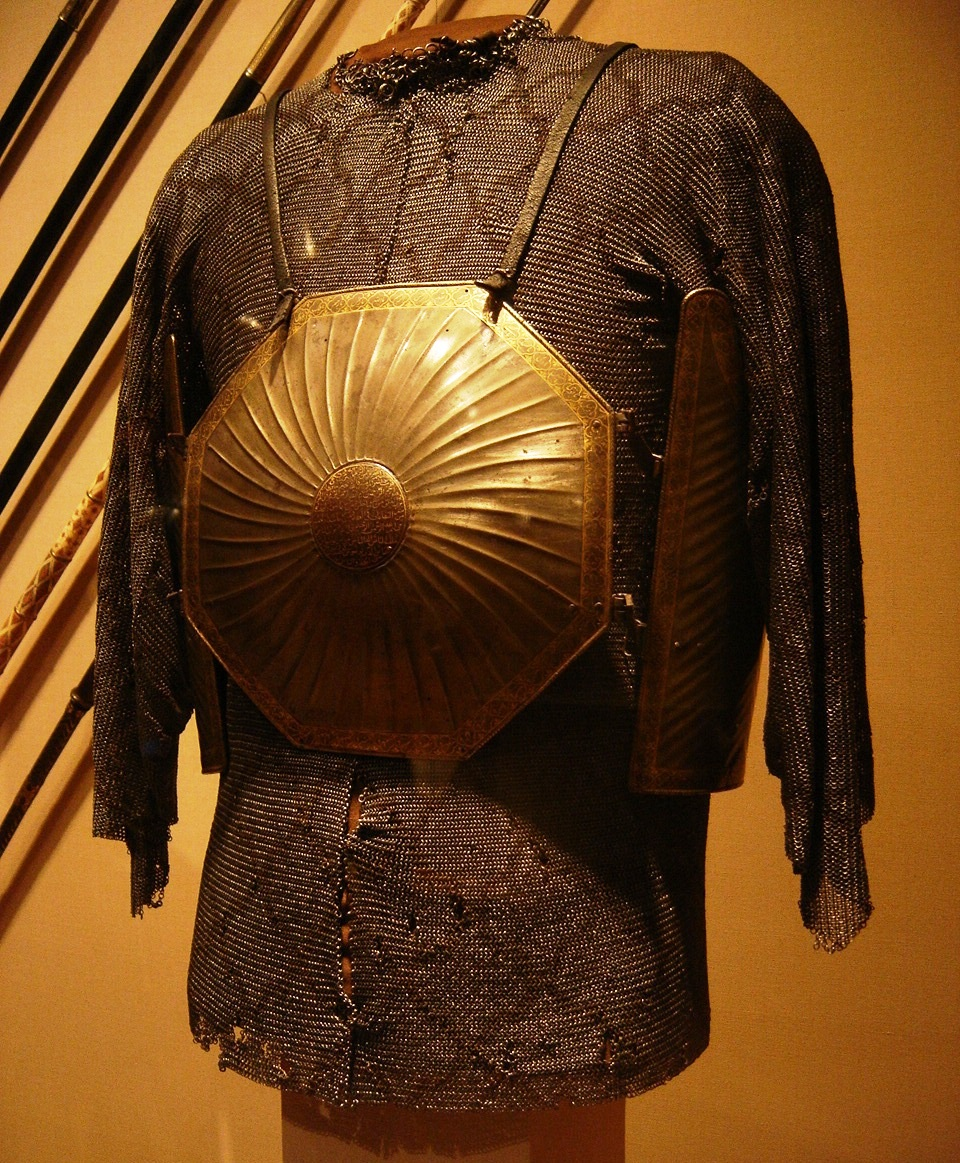
Chahār-Āyneh con piastra frontale ottagonale.
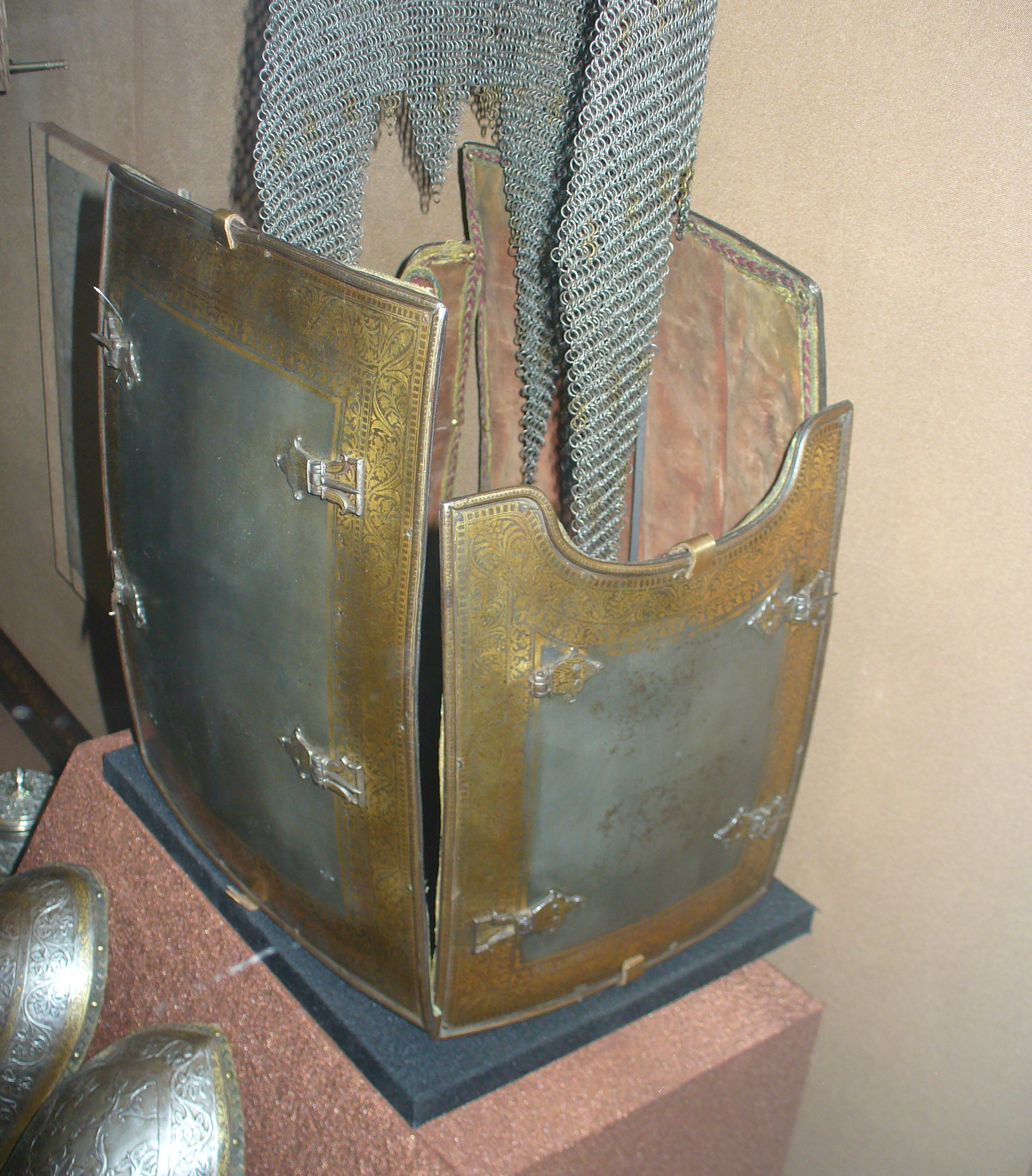
Chahār-Āyneh classico a 4 specchi ( چهاﺮآﻳنه‎ )
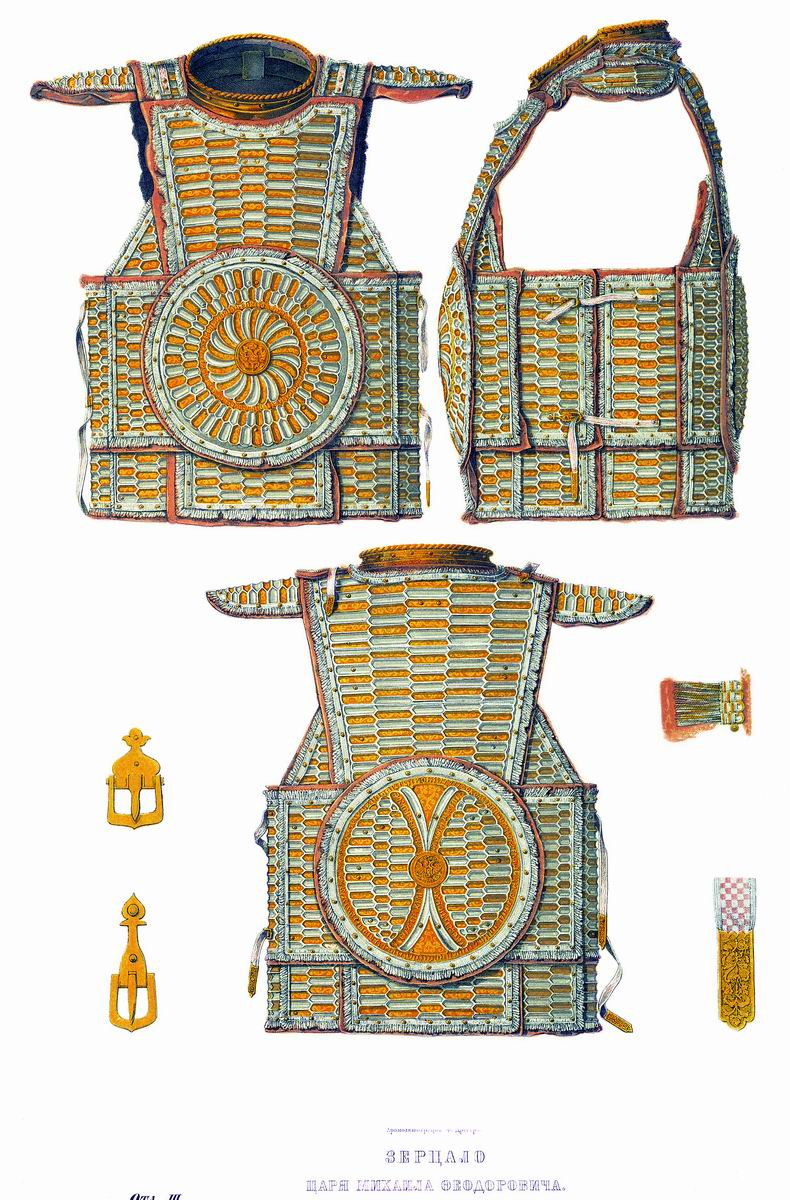
Armatura a specchio zercalo di Michele di Russia (1616) - ill. in Solncev.
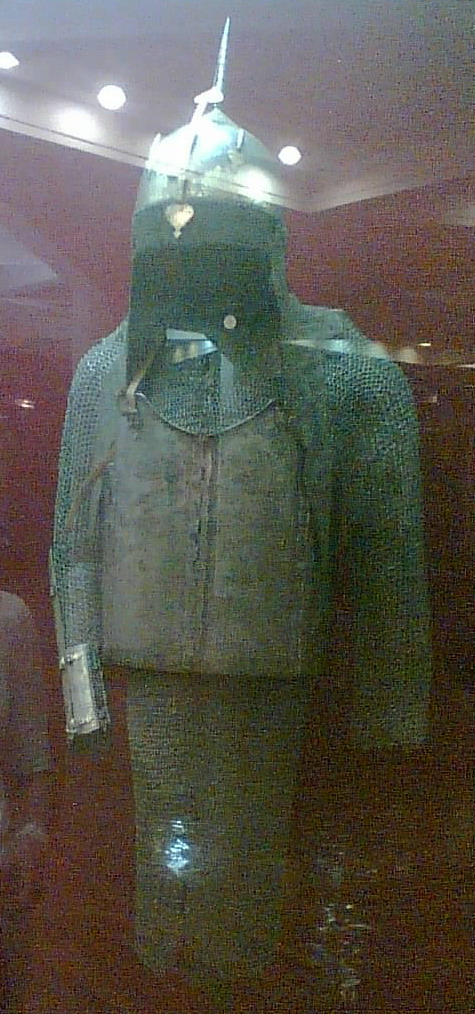
Chahār-Āyneh "tardo" composto da cinque piastre invece di quattro.
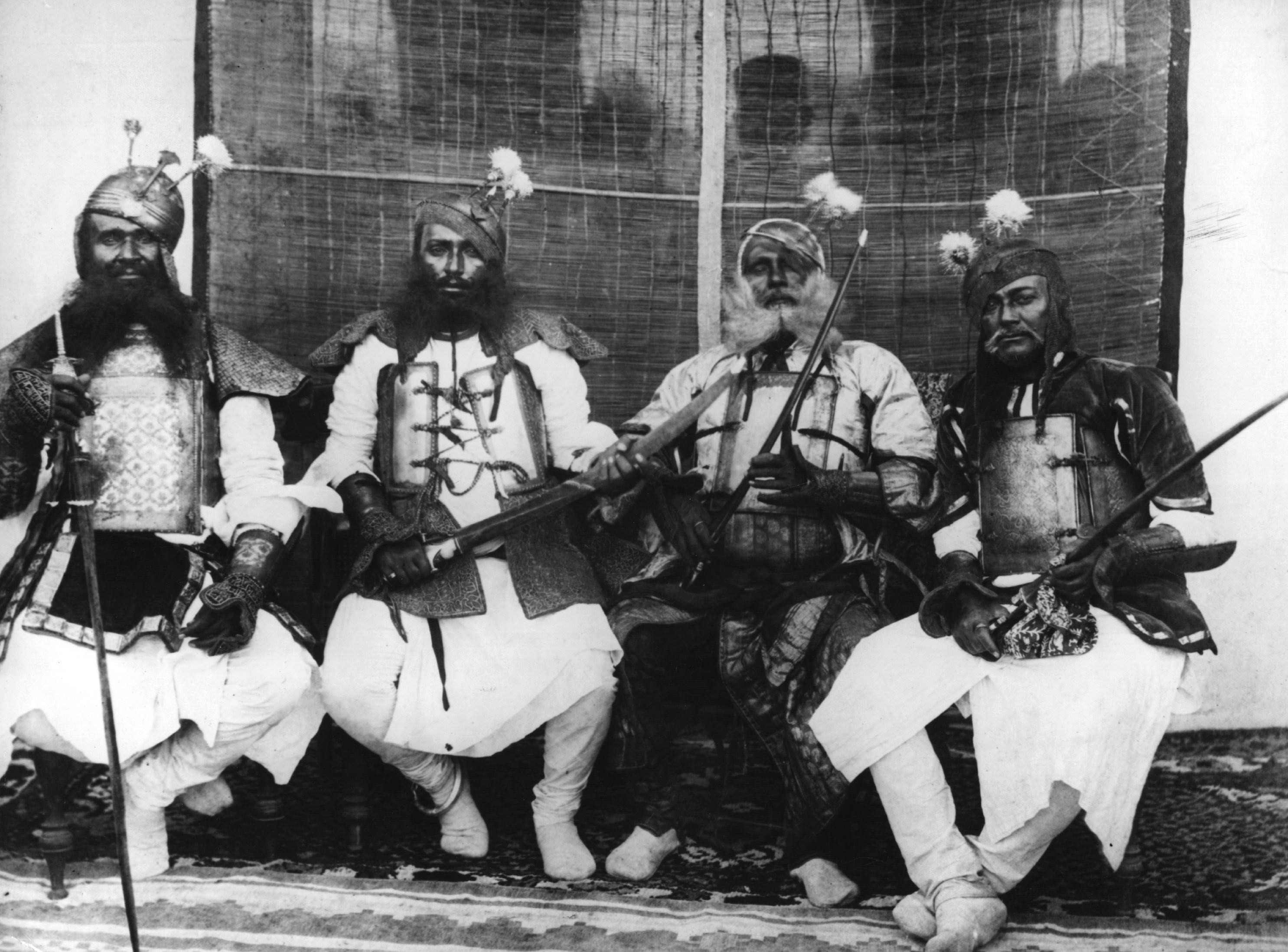
Quattro guerrieri indiani che indossano chahār-Āyneh - fotografia del 1873 circa.

Brigantine rinforzate da piastre a specchio
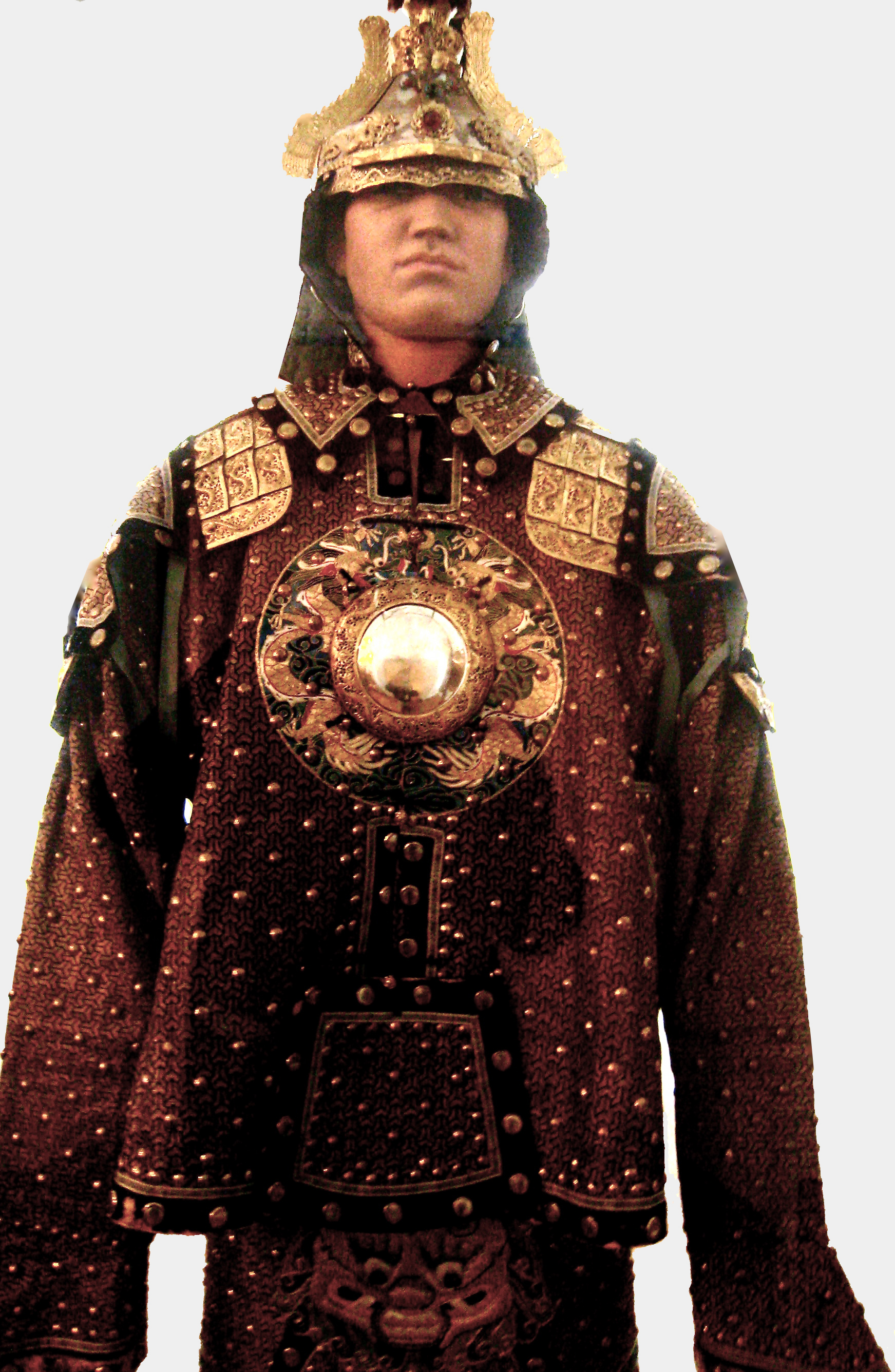
Brigantina cinese (Dingjia) rinforzata da specchio rotondo.
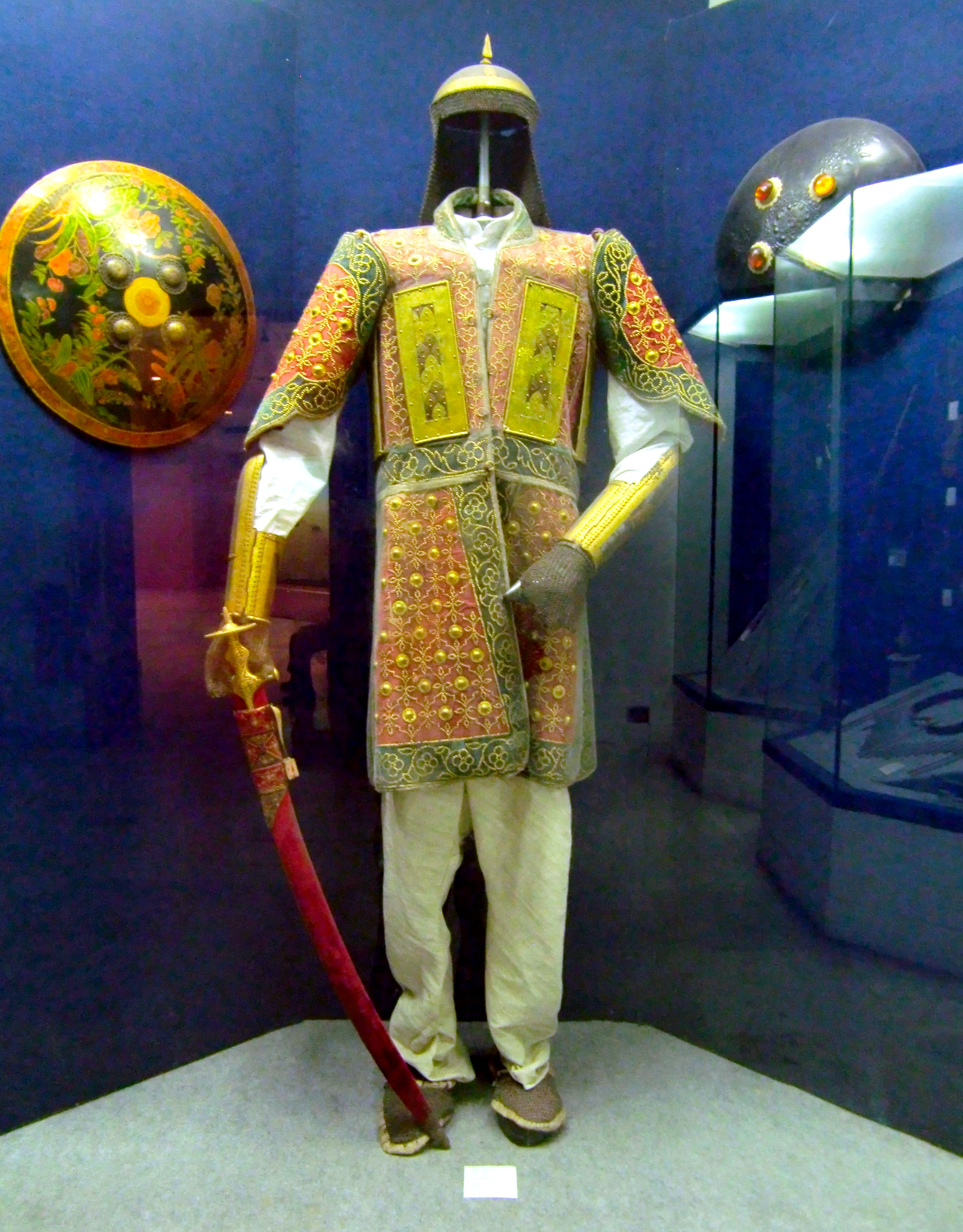
Brigantina indiana rinforzata da specchio.

Cfr. analoghi che non sono armature a specchio ma hanno medesima costruzione
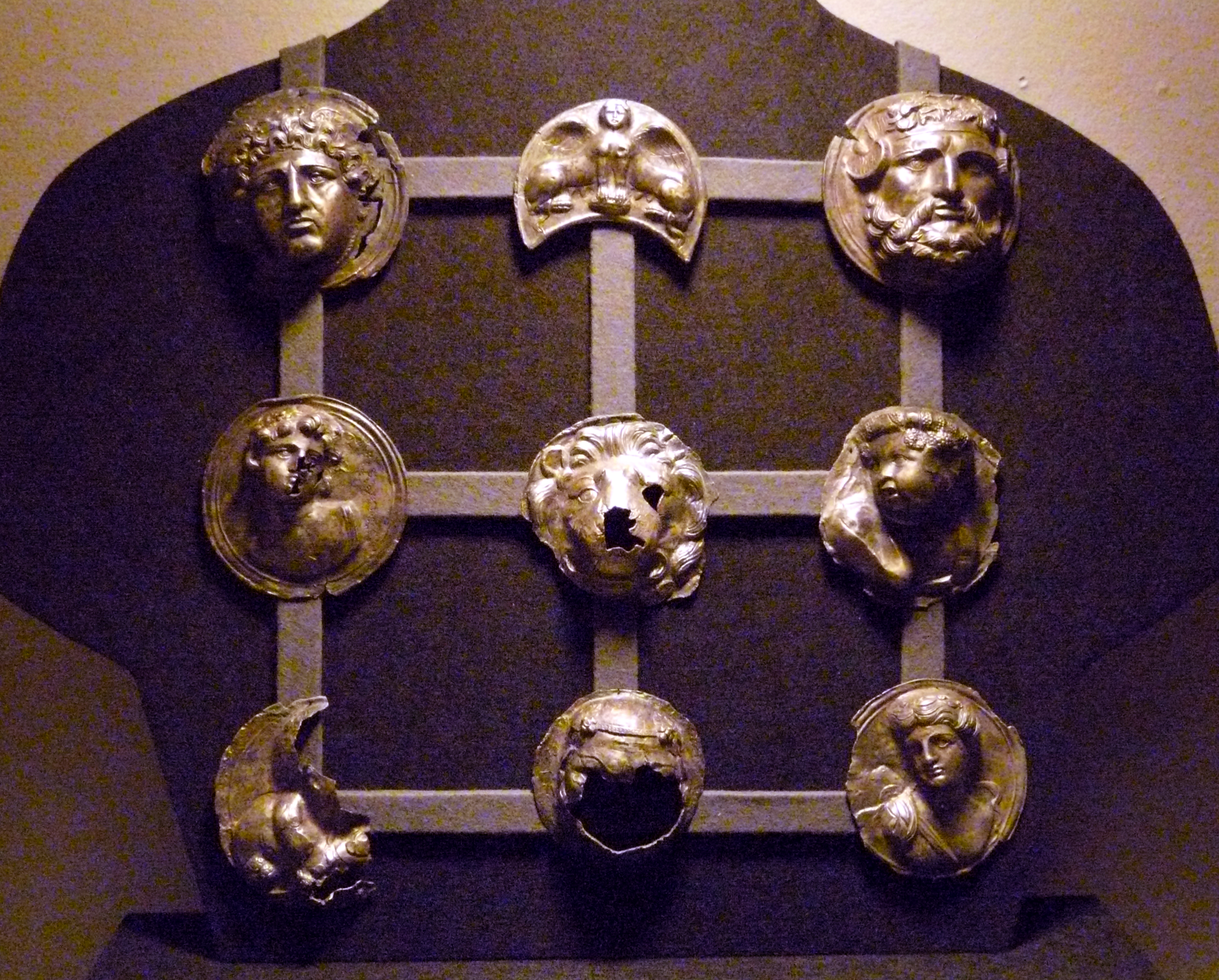
phalerae romane
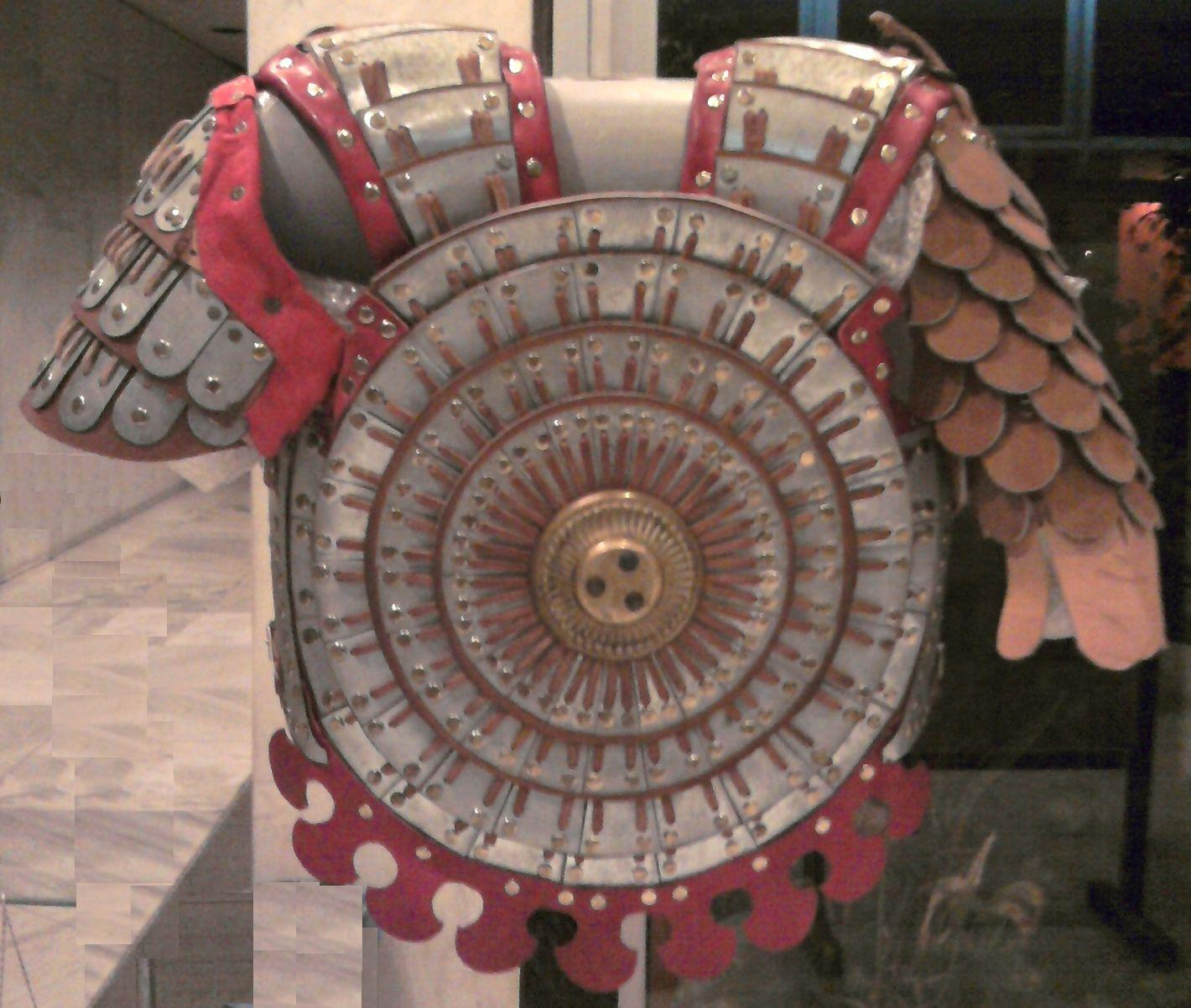
Klivanium bizantino ( Κλιβάνιον )
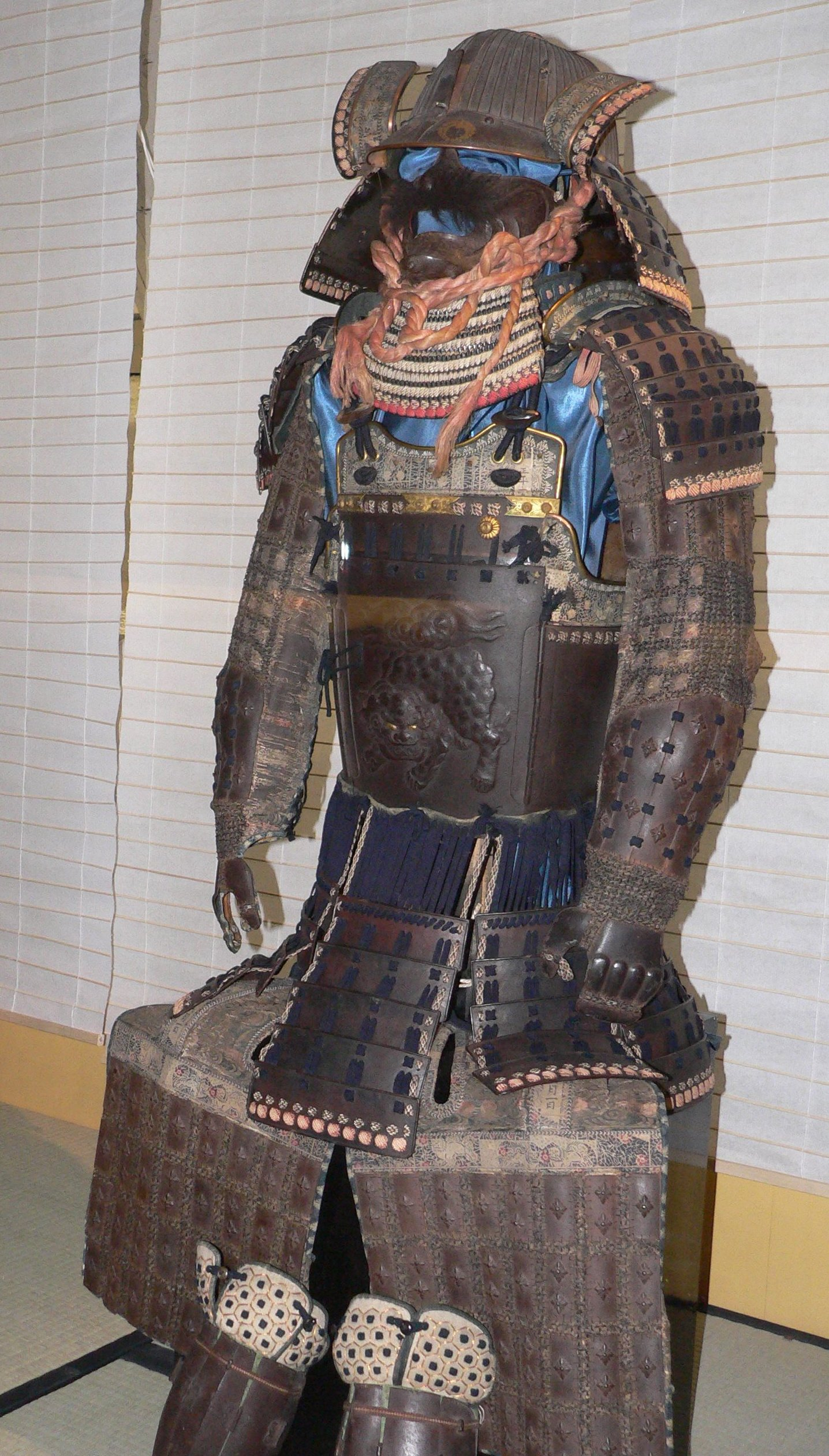
Armatura giapponese tp. yukinoshita dō